# Wsiewołod Koczetow
Wsiewołod Anisimowicz Koczetow (ros. Все́волод Ани́симович Ко́четов, ur. 22 stycznia?/4 lutego 1912 w Nowogrodzie, zm. 4 listopada 1973 w Moskwie) – radziecki pisarz.

## Życiorys
W 1931 ukończył technikum rolnicze, pracował jako agronom i robotnik stoczni okrętowej, od 1934 pracownik prasy, a 1941-1945 pracownik gazet Frontu Leningradzkiego. Od 1944 należał do WKP(b), 1955-1959 był redaktorem naczelnym „Literaturnoj Gaziety”, później do końca życia redaktorem naczelnym pisma „Oktiabr”. W 1946 wydał powieść Na newskich razwalinach, a w 1947 Priedmiestje poświęcone wydarzeniom wielkiej wojny ojczyźnianej, później napisał powieści poświęcone życiu na wsi - Kamu swietit sołnce (1949), Pod niebom Rodiny (1951) i Żurbiny (1952) (zekranizowaną w 1954 jako Bolszaja Siemlja). W 1954 wydał powieść Mołodost s nami poświęconą młodym przedstawicielom nauki społecznej, 1958 powieść Bratja Jerszowy, 1961 Sekrietar Obkoma (1961 zekranizowaną), 1967 powieść Ugol' nadenija (1970 zekranizowana), a 1969 Czego że ty chocziesz'?. Od 25 lutego 1956 do 29 marca 1966 był członkiem Centralnej Komisji Rewizyjnej KPZR. Popełnił samobójstwo. Został pochowany na Cmentarzu Nowodziewiczym.

## Odznaczenia
- Order Lenina (dwukrotnie)
- Order Rewolucji Październikowej
- Order Czerwonej Gwiazdy

I medale.